# Oeneis peartiae
Oeneis peartiae är en fjärilsart som beskrevs av Edwards 1897. Oeneis peartiae ingår i släktet Oeneis och familjen praktfjärilar. Inga underarter finns listade i Catalogue of Life.